# Romain Gavras
Pour les articles homonymes, voir Gavras.
Romain Gavras, né le 4 juillet 1981 à Paris, est un réalisateur français.
Il est le fils du réalisateur Costa-Gavras et de la productrice Michèle Ray-Gavras, et le frère d'Alexandre Gavras et de Julie Gavras.

## Biographie
Il est cofondateur en 1995 du collectif Kourtrajmé avec Kim Chapiron. Ses œuvres, notamment ses clips musicaux (Stress, No Church In The Wild) ou longs métrages (Athena) suscitent la controverse pour leur violence extrême.

### Vie privée
En mai 2023, il est en couple avec la chanteuse britannico-albanaise Dua Lipa. La presse annonce leur séparation le 3 décembre 2023 après huit mois de relation,.

## Filmographie

### Réalisateur

#### Longs métrages
- 2010 : Notre jour viendra
- 2018 : Le monde est à toi
- 2022 : Athena

Prochainement
- 2025 : Sacrifice

#### Courts métrages
- 1994 : Paradoxe perdu
- 2002 : Les Frères Wanted II : La Barbichette
- 2001 : The Funk Hunt
- 2005 : Megalopolis & Des friandises pour ta bouche (en collaboration avec DJ Mehdi)

#### Série télévisée
- 2014 : Pink Panthers aka Barbarian's

#### Documentaires
- 2005 : Les Mathématiques du Roi Heenok
- 2008 : A Cross the Universe

#### Clips
- 2002 : Changer le monde de Rocé
- 2003 : Pour ceux de Mafia K'1 Fry
- 2004 : Y'en a des biens de Didier Super
- 2007 : I Believe de Simian Mobile Disco
- 2007 : Stress de Justice[5]
- 2007 : Trankillement de Fatal Bazooka
- 2007 : Signatune de DJ Mehdi[5]
- 2008 : The Age of The Understatement de The Last Shadow Puppets
- 2010 : Born Free de M.I.A.
- 2012 : Bad Girls de M.I.A.[5]
- 2012 : No Church in the Wild de Jay-Z et Kanye West feat Frank Ocean[5]
- 2016 : Gosh de Jamie xx[5]
- 2018 : Nothing Breaks Like a Heart de Mark Ronson (coproducteur)
- 2021 : Neo Surf de Gener8ion
- 2022 : Disco Maghreb Dj Snake
- 2023 : Houdini de Dua Lipa

#### Publicités
- 2010 : Belle d'Opium pour Yves Saint Laurent
- 2011 : Adidas Is All In pour Adidas[6]
- 2011 : Opium pour Yves Saint Laurent
- 2011 : Trilogy pour Lancia Ypsilon
- 2013 : Charge pour Samsung[7]
- 2013 : The Film pour Dior Homme
- 2013 : L'invitation au voyage, Venice pour Louis Vuitton
- 2016 : The Corner pour Powerade
- 2018 : J'adore, the New Absolu pour Parfums Christian Dior
- 2019 : Les Parfums Louis Vuitton - Cœur battant pour Louis Vuitton
- 2020 : Feel The Power pour PlayStation 4

### Scénariste
- 2013 : Le Capital de Costa-Gavras[réf. nécessaire]
- 2022 : Athena de lui-même

### Acteur
- 2000 : Petit Ben (téléfilm) d'Ismael Ferroukhi : un jeune à la bijouterie
- 2002 : Traitement de substitution n°4 de Christian Chapiron (alias Kiki Picasso) :
- 2005 : Le Couperet de Costa-Gavras : un inspecteur civil
- 2006 : Sheitan de Kim Chapiron : un brancardier
- 2010 : Cadavres à la pelle (Burke and Hare) de John Landis : l'un des membres de la famille française
- 2019 : Les Misérables de Ladj Ly : un frère dans le kebab
- 2021 : Les Méchants de Mouloud Achour et Dominique Baumard : le deuxième voyant
- 2022 : Cameo de Kavinsky feat Kareen Lomax, réalisé par Filip Nilsson (clip vidéo)

## Distinction

### MTV Video Music Awards
| Année | Récompense               | Catégorie | Titre               |
| ----- | ------------------------ | --------- | ------------------- |
| 2012  | La meilleure réalisation | Clip      | Bad Girls de M.I.A. |